# ランベール2世 (ランス伯)
ランス伯ランベール2世（Lambert II, Count of Lens, 1030年ごろ - 1054年）は、フランス貴族。24歳ほどで死去した。

## 生涯
ランベール2世はブローニュ伯ウスタシュ1世とマティルド・ド・ルーヴァン（ルーヴァン伯ランベール1世の娘）の息子である。1053年頃、ノルマンディー公ロベール1世の娘でイングランド王ウィリアム征服王の妹であるオマール女伯アデライードと結婚した。アデライードは1053年に亡くなったポンチュー伯アンゲラン2世の未亡人であった。1054年頃、ランベールとアデライードの間にはジュディットという娘が生まれたが、ランベールは1054年のリールの戦いで戦死したため、娘と会うことはほとんどなかったとみられる。リールの戦いにおいて、ランベールはフランドル伯ボードゥアン5世を支援して神聖ローマ皇帝ハインリヒ3世と戦った。未亡人となったアデライードは、3度目にトロワ伯ウード2世と結婚した。

## 子女
- ジュディット（1054年頃 - 1090年頃） - 初代ノーサンプトン伯・ハンティングダン伯ウォルセオフと結婚